# Acorullar
En náutica, se dice acorullar a la acción de meter los guiones de los remos dentro de la galera, quedando estos atravesados de babor a estribor
Se ejecuta cuando hay mar y viento y también para adrizar la galera, cuando va tumbada o para evitar romperlos en el abordaje. Es derivado de la voz corulla, con la cual se llama en las galeras el castillete donde están las bozas para las gúmenas o cables. 